# Crnojevića tiskara
Crnojevića tiskara (original, crnogorski Crnojevića štamparija), prva je crnogorska i prva državna tiskara u europskoj povijesti. Radila je od 1492. do konca 1496. u Cetinju (Obod), prijestolnici koju je 1484. sazdao crnogorski Gospodar Ivan Crnojević.
Tiskaru je nabavio Ivanov sin i nasljednik Đurađ Crnojević 1492. u Veneciji (Mletačka Republika). Kako je tiskara naručena dvije godine ranije (1490.g.) neki povjesničari ostavljaju mogućnost da je tiskaru možda naručio i Ivan (umro lipnja 1490.g.).
Glavni tipograf je bio jeromonah Makarije od Crne Gore (Makarie ot Črnie Gori), skupa s još sedmoricom svećenika pravoslavne Zetske mitropolije kojoj je, iz samostana okolo Skadarskoga jezera, sjedište također izmješteno na Cetinje.
Iako je tiskara nabavljena u inozemstvu, Makarije je već radio na poslovima tiskanja knjiga u Veneciji, te je imao majstorsko iskustvo. U Crnoj Gori je, za potrebe Crnojevića tiskare, napravio olovna slova, pokretne matrice za inicijale, raskošnu grafičku ornamentiku i ilustracije.
Crnojevića tiskara je prvu knjigu, Oktoih, izradila koncem 1493. godine (po Julijanskom kalendaru). Postojala je do konca 1496. godine i za to je vrijeme tiskala pravoslavne bogoslužbene knjige. Njen je cilj bio, da se širenjem kršćanske pravoslavne knjige, crnogorska država suprotstavi ubrzanom procesu islamizacije svojega pučanstva.
Povijesnica je dokumentirala da je Crnojevića tiskara napravila ukupno pet knjiga:
- Oktoih - prvoglasnik I-IV glas (4. siječnja 1494. godine, Obod)

- Psaltir - sa posljedovanjem (22. rujna 1494. godine, Cetinje)

- Oktoih - petoglasnik V-VIII glas (nema točnog podatka)

- Evanđelje - (1496. godine, Cetinje)

- Trebnik (molitvenik) - (1496. godine, Cetinje)

- Cvjetni triod - nedovršeno izdanje (nema točnog podatka).

## Vanjske poveznice
- O Oktoihu prvoglasniku  Arhivirana inačica izvorne stranice od 18. rujna 2008. (Wayback Machine)
- Prijepisi tekstova Đurđa Crnojevića